# ワンコとリリー
『ワンコとリリー』は、2006年8月11日にCUFFSからコミックマーケット70で限定販売されたアダルトゲーム。
2007年3月30日には一般販売用の『通常版』が発売された。
コミックマーケット販売版には、サウンドトラックCDと“WANKOLOGY”オフィシャルブックが付属していたが、通常版には付属していない。

## 概要
ワンコとリリーは、ゲームブランドCUFFSの第二作目の作品。シナリオは同ブランドの第一作『さくらむすび』に引き続きトノイケダイスケ。キャラクターデザイン・原画は柔らかなタッチの可愛らしいキャラで人気の桜沢いづみ。
犬の耳と尻尾の付いた女の子が登場するのが特徴的な作品である。
原画桜沢いづみの、同じようなコンセプトの作品として、KLEINの『ぴゅあぴゅあ』があるが、そちらに登場する耳付きの女の子が人間と同等な高い知性を持っているのに対して、本作品に登場する「犬」と呼ばれる耳付きの女の子の中身は、まるっきり犬である。

## あらすじ
父の訃報を受け、数年ぶりに実家に帰省した主人公・倉田誠一。そこで彼を待っていたのは幼なじみの透子と一匹の小さな“ワンコ”。
それは父が彼に残した最後の置きみやげだった。
ペットが苦手な誠一だったが、透子の頼みは断れず、仕方なくワンコを引き取ることになるのだった…。

## 登場人物
倉田 誠一（くらた せいいち）
本作品の主人公。父と衝突して家を出ていた。ペットが苦手。
松宮 透子（まつみや とうこ）
誠一の二つ年上の幼なじみ。動物好きで、誠一の実家であるペットショップの従業員をしている。
ワンコ
誠一が飼うことになった犬で、父親の忘れ形見。泣き虫で甘えん坊。自分のことを「あんこ」と言う。頭を撫でてもらうのが大好き。
リリー
透子が飼うことになった犬。銀色の体毛を持つ高級種。ワンコとは正反対の性格で、人見知りで引っ込み思案。

## 主題歌
- OPソング ： 『Especially for you』
作詞：Mai 作曲・編曲：安瀬聖 歌：麗華
- EDソング ： 『散歩日和』
作詞：Duca 作曲・編曲：安瀬聖 歌：Duca

コミックマーケット版付属のサウンドトラックCDにはOP・EDソングのフルサイズバージョンが収録されている。
作中で聞くことができるのはショートバージョンのみ。